# Iulus kollarii
Iulus kollarii är en mångfotingart som beskrevs av Brandt 1841. Iulus kollarii ingår i släktet Iulus och familjen kejsardubbelfotingar. Inga underarter finns listade i Catalogue of Life.